# Palosaari (ö i Finland, Södra Savolax, Nyslott, lat 61,84, long 29,06)
Palosaari är en ö i Finland. Den ligger i sjön Suurijärvi och i kommunen Nyslott i  landskapet Södra Savolax, i den sydöstra delen av landet, 280 km nordost om huvudstaden Helsingfors. Öns area är 0,5 hektar och dess största längd är 110 meter i nord-sydlig riktning.